# Mariano José de Arce
Mariano José de Arce Bedrigal (Arequipa, julio de 1782 - Lima, 11 de marzo de 1852) fue un clérigo y bibliotecario peruano. Precursor separatista y prócer de la independencia del Perú. Dotado de notables cualidades oratorias, en sus prédicas señaló a la tiranía y la arbitrariedad de la Corona española como la causa principal de la ignorancia y esclavitud en la que América se hallaba inmersa, situación agravada, a su juicio, con la expulsión de los jesuitas en 1767. Fue uno de los que más contribuyeron a decidir a la población por la separación de la metrópoli, y que fue la razón primordial por la que se logró la emancipación. Se le recuerda también por ser el primer director de la Biblioteca Nacional del Perú.

## Biografía
Sus padres fueron Francisco de Arce Burnego y María Rafaela Bedrigal. Estudió filosofía y teología en los conventos de Santo Domingo y San Francisco de Arequipa, entre 1796 y 1800. Tras pasar las pruebas correspondientes al subdiaconado y el diaconado, fue admitido al presbiterado en 1811.
Cuando llegaron las noticias de la incursión de los patriotas rioplatenses en el Alto Perú, demostró abiertamente sus simpatías por la causa revolucionaria y separatista. En 1814 se sumó a las fuerzas revolucionarias que ocuparon Arequipa bajo el mando del brigadier Mateo Pumacahua y Vicente Angulo. Sin embargo, al enterarse de que se realizaría la jura bajo una aparente fidelidad al rey Fernando VII, alzó su voz de protesta, declarando que dicho monarca era solo un usurpador y pidió a la asamblea que no desperdiciara tan bello momento para «declarar de una vez la Independencia del Perú y su separación de la monarquía española». Tras la derrota de los rebeldes tuvo que huir, logrando evadir la represión con mucho esfuerzo (1815).
Al llegar al Perú la Expedición Libertadora, reanudó su labor patriótica y promovió en Arequipa la proclamación de la Independencia (1820). Desterrado a Chile por las autoridades españolas, sin más equipaje que su breviario, conoció allí al que sería después papa con el nombre de Pío IX, y gracias al auxilio que le brindaron sus correligionarios liberales, se trasladó a Lima, donde fue uno de los firmantes del acta de la Declaración de Independencia del Perú, aprobada por el pueblo limeño en sesión de cabildo abierto realizado el 15 de julio de 1821.
El 8 de septiembre de 1821 pronunció un célebre discurso al promulgarse el Estatuto Provisorio dado por el Protectorado de José de San Martín. Como miembro de la Sociedad Patriótica, refutó las ideas monarquistas del clérigo José Ignacio Moreno (marzo de 1822) y asumió la dirección del semanario El Sol del Perú, órgano de dicha sociedad. Formó parte del selecto grupo de partidarios de la idea republicana, entre los que se contaban José Faustino Sánchez Carrión, Manuel Pérez de Tudela, Francisco Javier Mariátegui, entre otros. En su calidad de canónigo fue incorporado al Cabildo Arquidiocesano de Lima. Fue también nombrado Director de la recién fundada Biblioteca Nacional del Perú (25 de marzo de 1822).
Fue elegido diputado por Arequipa ante el primer Congreso Constituyente de 1822; se contó luego entre los congresistas que se trasladaron a Trujillo con el presidente José de la Riva Agüero, pero luego se negó a obedecer a éste y fue enviado de regreso a Lima. En 1827, elegido nuevamente diputado por Arequipa, incorporóse al Congreso General Constituyente que debía proclamar una nueva Constitución Política.
Nuevamente desterrado a Chile, retornó al Perú cuando ya la independencia estaba consolidada. Se entregó entonces a su ministerio religioso pero también realizó algunas tareas civiles en la Junta de Arbitrios (1834) y en la Junta de Beneficencia (1837 - 1841). Durante sus últimos años asistió a las tertulias realizadas en la casa de Riva Agüero, con quien coincidió en censurar al liberalismo dominante.